# Katja Herbers

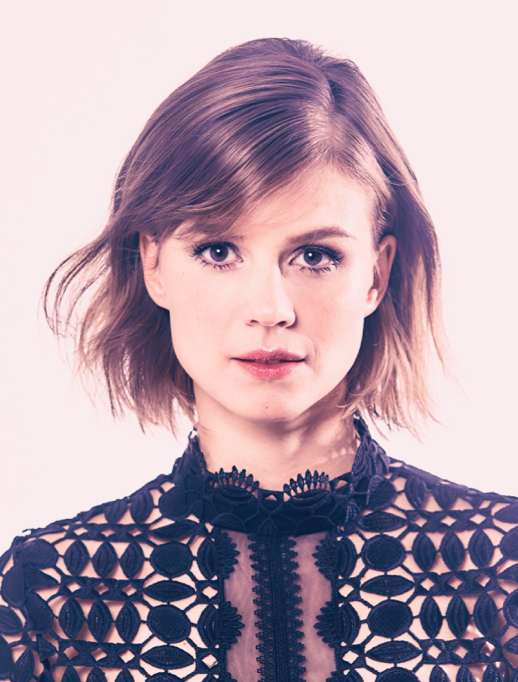
Katja Herbers (2015)

Katja Mira Herbers (anhörenⓘ; * 19. Oktober 1980 in Amsterdam, Noord-Holland) ist eine niederländische Schauspielerin.

## Leben und Karriere
Katja Herbers wurde als Tochter des Oboisten und Dirigenten Werner Herbers und der Violinistin Vera Beths in der niederländischen Hauptstadt Amsterdam geboren. Sie wuchs unter anderem in den Vereinigten Staaten auf, wohin sie ihre Mutter auf deren Tour mit der Gruppe L'Archibudelli begleitete. Beide Eltern heirateten erneut, ihre Mutter den Cellisten Anner Bylsma, und ihr Vater die Kostümbildnerin Leonie Polak. Letztere machte Herbers mit dem Theater vertraut. Herbers hatte ein Au-pair aus Kanada und lernte neben ihrer niederländischen Muttersprache auch Deutsch und Englisch.
Herbers besuchte das St. Ignatius Gymnasium in Amsterdam, bevor sie von 1999 bis 2000 an der Universität von Amsterdam Psychologie studierte. Während ihrer Studienzeit gehörte sie der Schauspielgruppe De Trap an. Kurze Zeit lebte sie in New York City, wo sie am HB Studio eingeschrieben war, ehe sie an der Theaterschool in Amsterdam angenommen wurde. Diese besuchte sie insgesamt von 2001 bis 2005.
Ihre erste Rolle vor der Kamera spielte Herbers 2002 in dem Film Pietje Bell und das Geheimnis der schwarzen Hand als Martha Bell. Diese Rolle übernahm sie auch in der 2003 erschienenen Fortsetzung Pietje Bell 2 – Die Jagd nach der Zarenkrone. In der Folge war Herbers in einer Vielzahl von niederländischen Fernsehproduktionen zu sehen, etwa von 2005 bis 2006 als Isabelle in Lieve lust. Nach dem Abschluss an der Theaterschule wurde Herbers Teil von Johan Simons Theaterfirma NTGent im belgischen Gent. Später trat sie in den Münchner Kammerspielen auf. Häufig stand sie in Theaterstücken Arthur Schnitzlers auf der Bühne, etwa in Fräulein Else. 2013 wurde sie für ihre Darstellung der Irina in Anton Tschechows Drei Schwestern mit dem Guido de Moor Award für junge Talente ausgezeichnet.
2009 war Herbers in dem niederländischen Spielfilm De Storm zu sehen. Von 2012 bis 2016 spielte sie als Joyce Waanders eine große Rolle in der niederländischen Serie Divorce. Internationale Bekanntheit erlangte sie 2014 durch die Rolle der Helen Prins in der US-Serie Manhattan, die sie bis 2015 spielte. Kleine Rollen in The Americans und The Leftovers folgten. 2018 übernahm sie in der zweiten Staffel der HBO-Serie Westworld als Emily Grace eine der Hauptrollen.
Herbers lebt abwechselnd in Amsterdam, New York City und Los Angeles.

## Filmografie (Auswahl)
- 2002: Pietje Bell und das Geheimnis der schwarzen Hand (Pietje Bell)
- 2003: Brush with Fate (Fernsehfilm)
- 2003: Pietje Bell 2 – Die Jagd nach der Zarenkrone (Pietje Bell II: De jacht op de tsarenkroon)
- 2004: Zinloos (Fernsehfilm)
- 2004: Baantjer (Fernsehserie, Episode 10x05)
- 2005–2006: Lieve lust (Fernsehserie, 12 Episoden)
- 2006: Spoorloos verdwenen (Fernsehserie, Episode 1x01)
- 2007: Das Leben ein Traum (Fernsehfilm)
- 2007: Timboektoe
- 2007: Mit geschlossenen Augen – Trage Liefde (Trage Liefde)
- 2009: S1ngle (Fernsehserie, Episode 2x06)
- 2009: De Storm
- 2010: De vloer op (Fernsehserie, 4 Episoden)
- 2010: Loft
- 2011: Sunny Boy
- 2011: Mijn Opa de Bankrover
- 2012: Süskind
- 2012: Beatrix, Oranje onder Vuur (Mini-Serie, 4 Episoden)
- 2012: Der kleine Zappelphilipp (Brammetje Baas)
- 2012–2016: Divorce (Fernsehserie, 44 Episoden)
- 2013: SOKO München (Episode 38x23 Der Tod des Marquis)
- 2013: Mannenharten
- 2014: De onderkoning: strijd om de grondwet
- 2014: Toen was geluk heel gewoon
- 2014: De poel
- 2014–2015: Manhattan (Fernsehserie, 23 Episoden)
- 2015: The Americans (Fernsehserie, 3 Episoden)
- 2015: Mannenharten 2
- 2017: The Leftovers (Fernsehserie, 3 Episoden)
- 2017: Manhunt: Unabomber (Mini-Serie, 4 Episoden)
- 2017: Weg van Jou
- 2018: Suspects (Fernsehserie, Episode 2x03)
- 2018–2020: Westworld (Fernsehserie, 7 Episoden)
- 2019: De Kuthoer
- 2019–2024: Evil (Fernsehserie, 50 Episoden)
- 2021: Upload
- 2023: Mrs. Davis (Fernsehserie, 5 Episoden)